# Antioco (figlio di Antioco III)
Antioco (in greco antico: Ἀντίoχoς?, Antíochos; 220 a.C. – Antiochia di Siria, 193 a.C.), conosciuto come il giovane re e chiamato nella storiografia moderna Antioco minore, è stato un principe seleucide, figlio maggiore dell'imperatore Antioco III il Grande.
Erede naturale del padre, gli premorì lasciando il titolo di principe ereditario al fratello minore Seleuco.

## Biografia
A soli undici anni, nel 209 a.C., fu già associato al trono e nel 200 a.C. comandò la cavalleria contro l'esercito tolemaico, nella battaglia di Panea, che fu vinta dai seleucidi. Nel 195 a.C. Antioco sposò la sorella minore Laodice IV a Seleucia di Pieria. La coppia ebbe probabilmente una figlia, Nisa, che sposò successivamente il re del Ponto Farnace I, ma potrebbe anche essere stata una figlia di Antioco IV, fratello minore di Antioco. Nel 193 a.C. fu inviato dal padre in Siria, per controllare i confini orientali dell'impero mentre lui si trovava nell'occidente dell'Asia minore. Mentre si trovava ad Antiochia di Siria, però, il giovane Antioco morì.

## Ascendenza
|                        |                       |                       | Genitori            |  |  | Nonni |  |  | Bisnonni   |  |  | Trisnonni |  |
|                        |                       |                       |                     |  |  |       |  |  | Antioco II |  |  | Antioco I |  |
|                        |                       |                       |                     |  |  |       |  |  | Antioco II |  |  | Antioco I |  |
|                        |                       | Stratonice di Siria   |                     |  |  |       |  |  | Antioco II |  |  |           |  |
| Seleuco II             |                       |                       |                     |  |  |       |  |  | Antioco II |  |  |           |  |
|                        |                       | Laodice I             | …                   |  |  |       |  |  |            |  |  |           |  |
|                        |                       | Laodice I             | …                   |  |  |       |  |  |            |  |  |           |  |
|                        |                       | Laodice I             | …                   |  |  |       |  |  |            |  |  |           |  |
| Antioco III            |                       | Laodice I             |                     |  |  |       |  |  |            |  |  |           |  |
|                        |                       | Andromaco             | Acheo               |  |  |       |  |  |            |  |  |           |  |
|                        |                       | Andromaco             | Acheo               |  |  |       |  |  |            |  |  |           |  |
|                        |                       | Andromaco             | Apama I             |  |  |       |  |  |            |  |  |           |  |
| Laodice II             |                       | Andromaco             |                     |  |  |       |  |  |            |  |  |           |  |
|                        |                       | …                     | …                   |  |  |       |  |  |            |  |  |           |  |
|                        |                       | …                     | …                   |  |  |       |  |  |            |  |  |           |  |
|                        |                       | …                     | …                   |  |  |       |  |  |            |  |  |           |  |
| Antioco                |                       | …                     |                     |  |  |       |  |  |            |  |  |           |  |
|                        | Ariobarzane del Ponto | Mitridate I del Ponto |                     |  |  |       |  |  |            |  |  |           |  |
|                        | Ariobarzane del Ponto | Mitridate I del Ponto |                     |  |  |       |  |  |            |  |  |           |  |
|                        | Ariobarzane del Ponto | …                     |                     |  |  |       |  |  |            |  |  |           |  |
| Mitridate II del Ponto | Ariobarzane del Ponto |                       |                     |  |  |       |  |  |            |  |  |           |  |
|                        |                       | …                     | …                   |  |  |       |  |  |            |  |  |           |  |
|                        |                       | …                     | …                   |  |  |       |  |  |            |  |  |           |  |
|                        |                       | …                     | …                   |  |  |       |  |  |            |  |  |           |  |
| Laodice III            |                       | …                     |                     |  |  |       |  |  |            |  |  |           |  |
|                        |                       | Antioco II            | Antioco I           |  |  |       |  |  |            |  |  |           |  |
|                        |                       | Antioco II            | Antioco I           |  |  |       |  |  |            |  |  |           |  |
|                        |                       | Antioco II            | Stratonice di Siria |  |  |       |  |  |            |  |  |           |  |
| Laodice                |                       | Antioco II            |                     |  |  |       |  |  |            |  |  |           |  |
|                        |                       | Laodice I             | …                   |  |  |       |  |  |            |  |  |           |  |
|                        |                       | Laodice I             | …                   |  |  |       |  |  |            |  |  |           |  |
|                        |                       | Laodice I             | …                   |  |  |       |  |  |            |  |  |           |  |
|                        |                       | Laodice I             |                     |  |  |       |  |  |            |  |  |           |  |